# Sibianor nigriculus
Sibianor nigriculus är en spindelart som först beskrevs av Logunov, Wesolowska 1992.  Sibianor nigriculus ingår i släktet Sibianor och familjen hoppspindlar. Inga underarter finns listade i Catalogue of Life.